# Altersbruk
Alters bruk är ett numera nedlagt järnbruk i Norrfjärdens socken, Piteå kommun, Norrbottens län, cirka 13 km uppströms Alterälvens mynning i Bottenviken. Bruket var under sin storhetstid på 1800-talet en betydande egendom och Norrbottens enda säteri, under vilket även bland annat Munksunds sågverk lydde. Den mest kände ägaren var Samuel Gustaf Hermelin, som 1801 erhöll privilegium på anläggning av ett stångjärns- och manufakturverk, men anläggningen kom till stånd först sedan Karl XIV Johan inköpt egendomen. Alters bruk kom sedermera att tillhöra de olika Gällivarebolagen, under vilka det utvidgades. Vid bruket bedrevs järnproduktion till år 1890, då verksamheten lades ner. Det som finns kvar från brukstiden är herrgård, magasin, telegrafstationshuset och en kvarn med tillhörande damm. En kvarndamm som är Norrbottens äldsta kvarndamm som fortfarande är i bruk. Kvarndammen fungerar idag som badplats. Kontorsbyggnaden är avflyttad och används numera som bostadshus. Noteras kan också att den äldre bebyggelsen i Altersbruk är från mitten av 1800-talet och brukstiden.

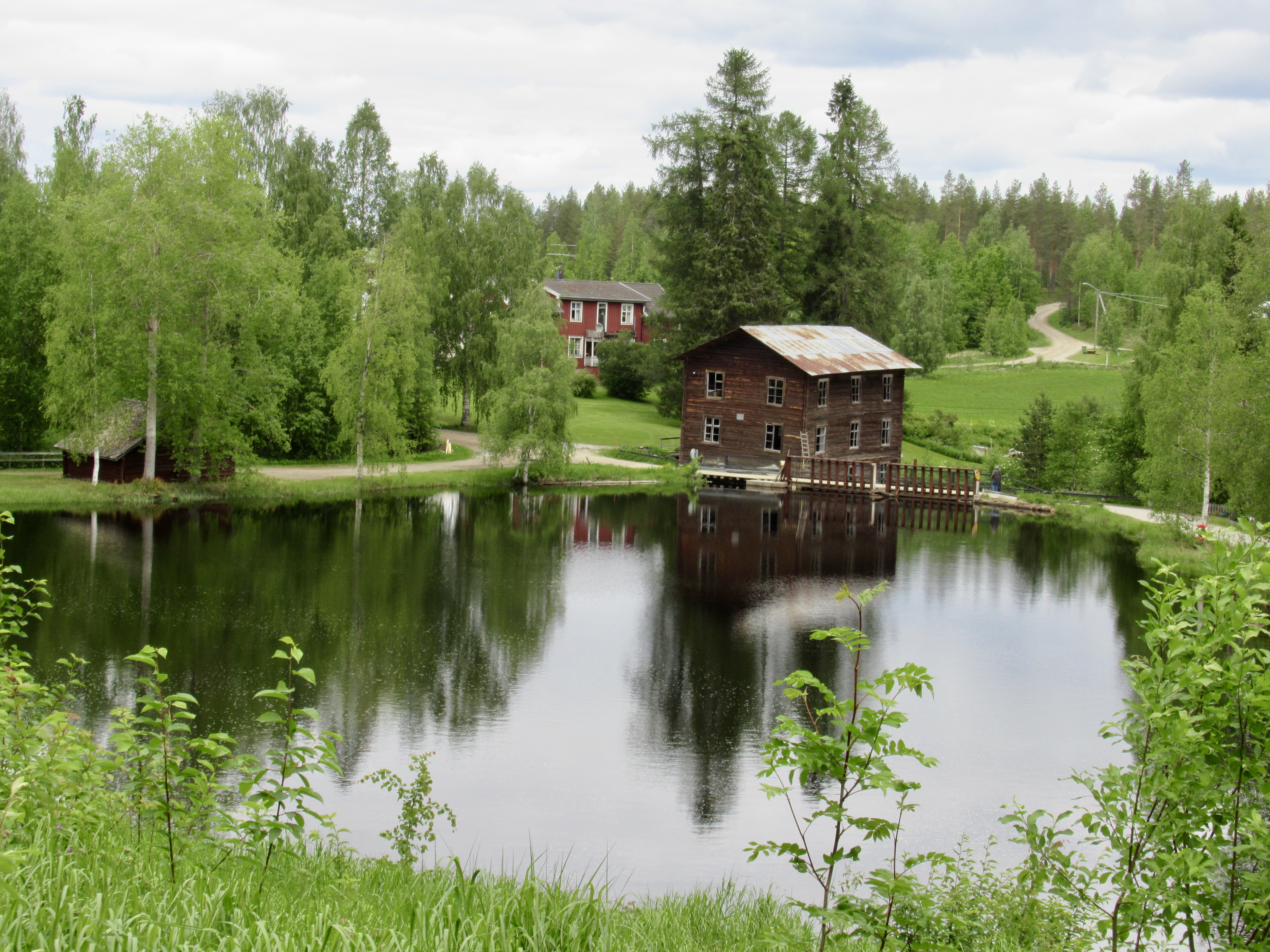
Kvarndammen i Altersbruk. Norrbottens äldsta kvarndamm som fortfarande är i drift.

Altersbruk är den gemensamma postadressen i Alterdalen som består av sju byar. Byarna är Pålmark, Nybyn, Holmträsk, Backträsk, Bodträsk, Altergård och Övre Storfors. Vid småortsavgränsningen 2015 avgränsade SCB här en småort, som dock 2020 inte längre uppfyllde kraven på småort, men återfick statusen 2023. 

## Historia
Försök till statlig initierad kolonisation, även kallad uppodling, av Alterdalen i "Piteå stora nybygge" eller tillämnade kolonier, startade 1757, och nytt försök gjordes 1775. Området det gällde började en mil från havet vid byarna Håkansö och Porsnäs - idag del av tätorten Norrfjärden -, och sträckte sig 8 till 10 mil till "Lappmarkens Rå" och löpte "3 1/2 mil i bredd på ömse sidor om Alterån emellan Piteå och Luleå Elfwar", enligt typografen och genealogen Abraham Abrahamsson Hülphers beskrivning från 1789. Först ägde major Georg Wilhelm Palmstruck privilegiet till nyodlingen, men innan han ens startat något nyodlingsprojekt sålde han den till grosshandlare Fredrik Lundin i Stockholm. Efter Lundin tagit över kom en del nybyggare från södra Sverige. År 1779 gjordes en syn av nyodlingen och då fanns det 13 nybyggen i trakten av upp till 3 mil från Håkansö och Porsnäs. Resultatet av synen var att nybyggesverksamheten inte var så lyckad som önskat. Efter denna syn flyttade en del av de söderifrån komna nybyggarna, och folk närmare ifrån tog istället upp en del nybyggen i området. Fast 1781 togs beslutet av flera involverade kreditorer att sälja vad som kallades "egendomen". En "herr Bladh" köpte egendomen, men hans arvingar sålde den 1785 efter hans död. Halva köptes av Luleå sågverk.

## Kända personer från Alter
Kända personer med anknytning till orten Altersbruk är bland andra affärsmannen Hilding Holmqvist, journalisten och författaren Liza Marklund ifrån närliggande Pålmark, Idoldeltagaren Jens Pääjärvi och Miljöpartiets tidigare språkrör Anders Nordin.[källa behövs]

## Bilder

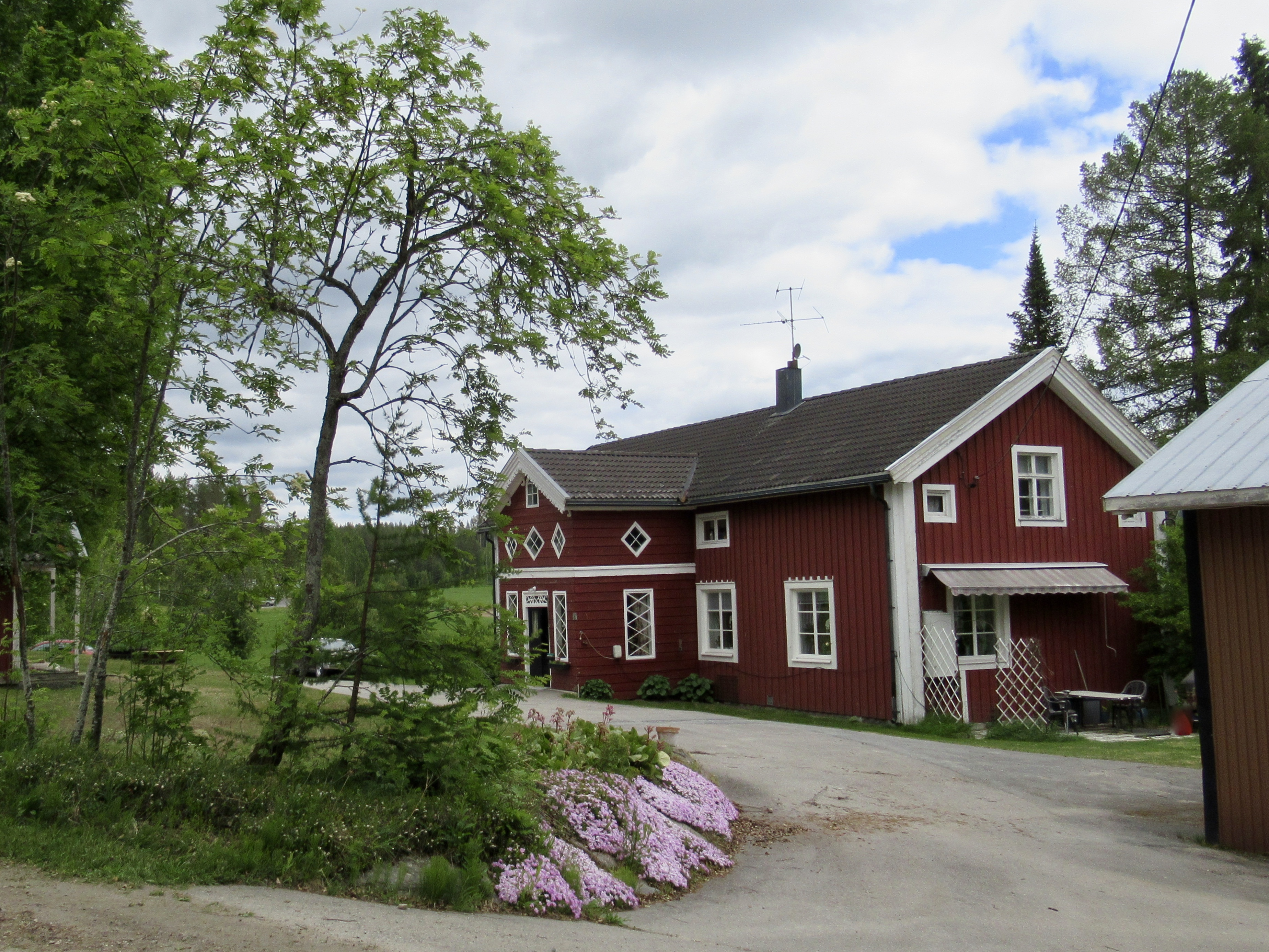
Herrgården.
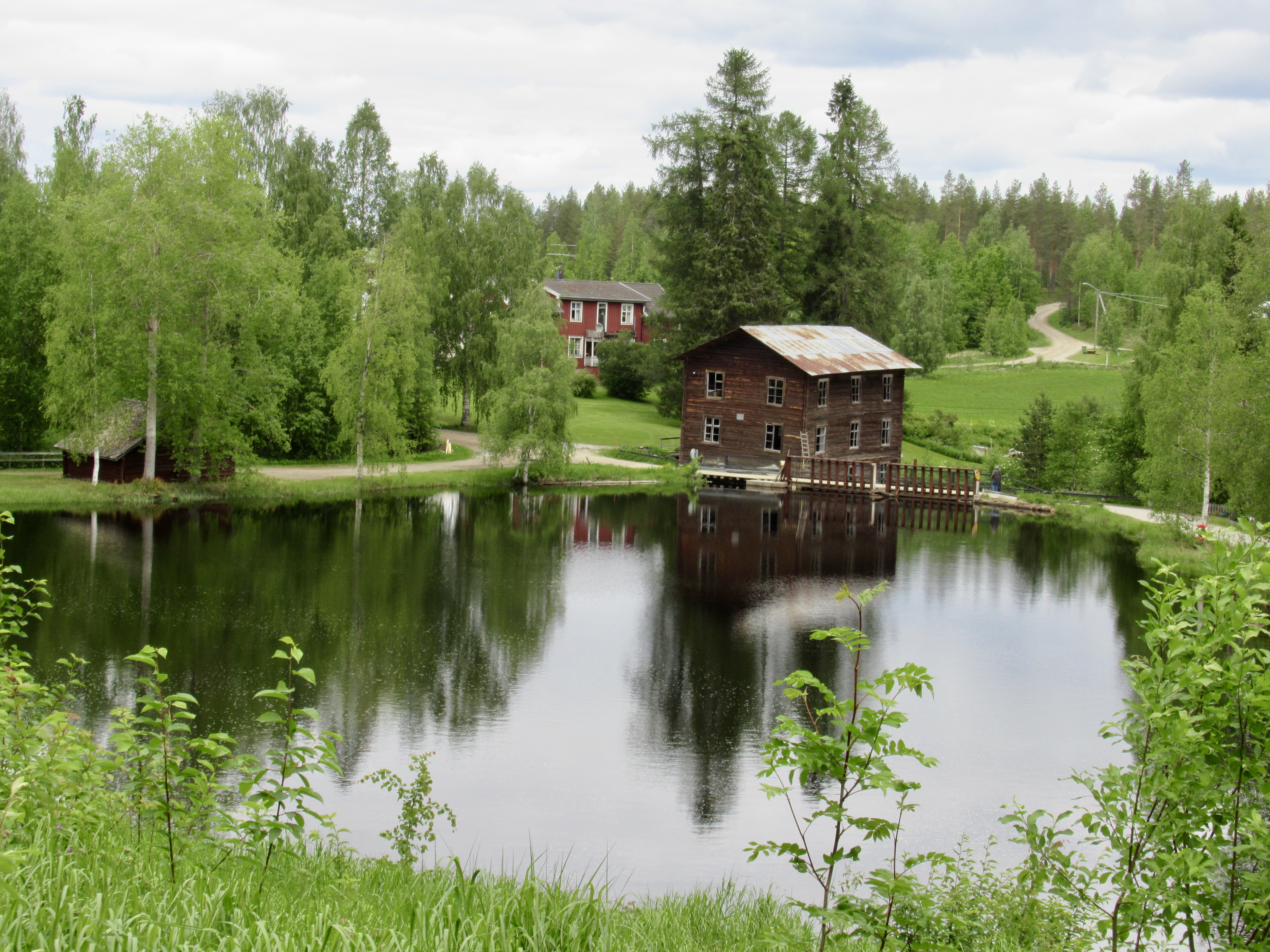
Kvarndammen, ännu i drift.
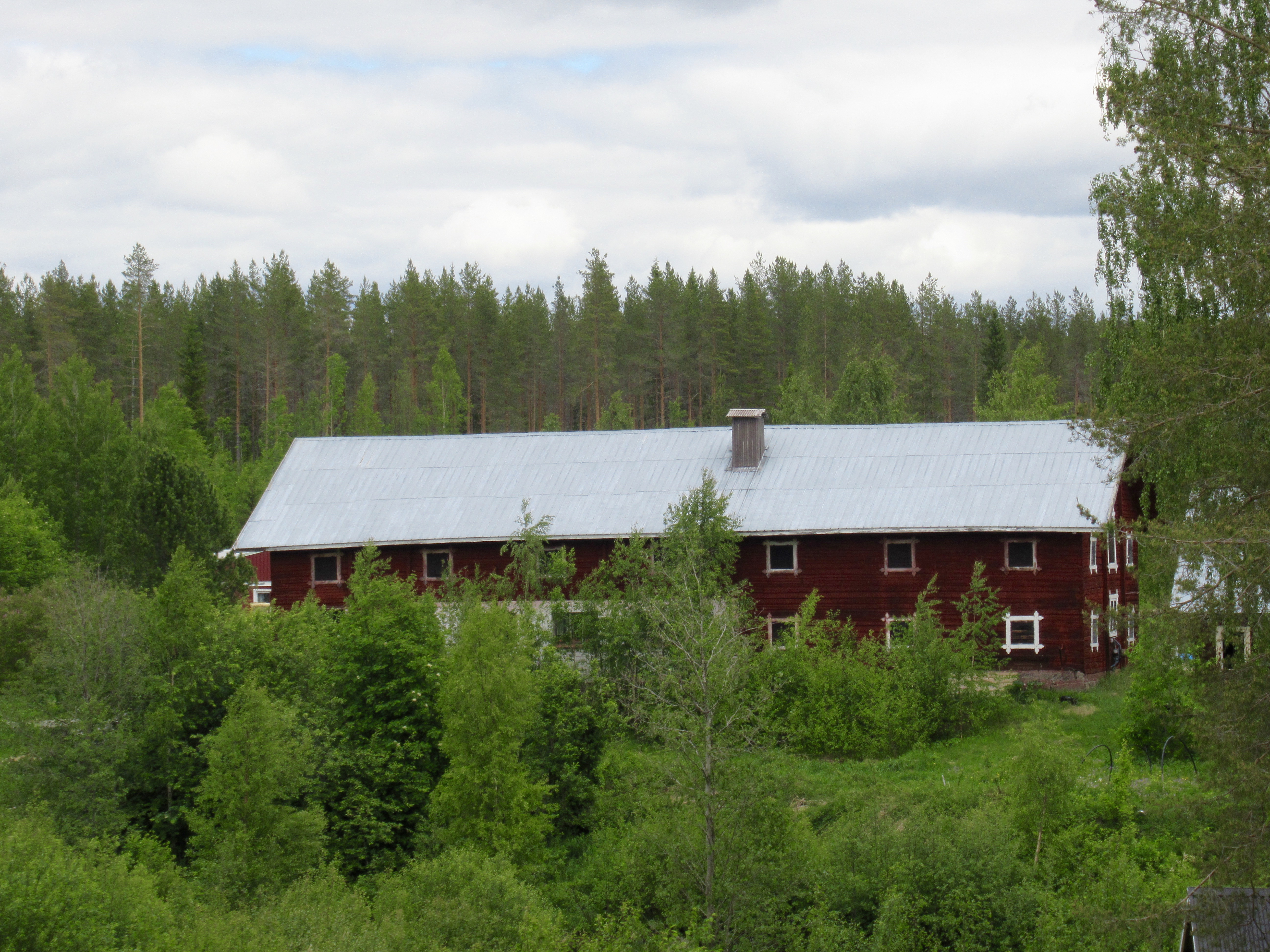
Magasinet.